# Isognomon
Genre
Synonymes
- voir paragraphe #Synonymes

Isognomon est un genre de mollusques bivalves d'eau de mer de la famille des Pteriidae (Isognomonidae pour certaines classifications) et regroupant des espèces communément appelées marteaux.

## Synonymes
- Isognoma Lightfoot, 1786
- Isognomon (Anisoperna) Iredale, 1939
- Isognomon (Isognomon) Lightfoot, 1786
- Isognomon (Melina) Philipsson, 1788
- Isognomon (Parviperna) Iredale, 1939
- Isogonum Röding, 1798
- Malleoperna Iredale, 1939
- Melina Philipsson, 1788
- Parviperna Iredale, 1939
- Pedalion Dillwyn, 1817
- Perna Bruguière, 1789
- Pernaria Rafinesque, 1815
- Sutura Megerle von Mühlfeld, 1811

## Liste des espèces
Selon World Register of Marine Species (3 juil. 2011) :
- Isognomon alatus (Gmelin, 1791)
- Isognomon albisoror (Iredale, 1939)
- Isognomon australica (Reeve, 1858)
- Isognomon bicolor (C.B. Adams, 1845)
- Isognomon californicum (Conrad, 1837)
- Isognomon dunkeri (P. Fischer, 1881)
- Isognomon ephippium (Linnaeus, 1758)
- Isognomon fortissimus (L. C. King, 1933) †
- Isognomon incisum (Conrad, 1837)
- Isognomon isognomum (Linnaeus, 1758)
- Isognomon janus Carpenter, 1857
- Isognomon legumen (Gmelin, 1791)
- Isognomon nucleus (Lamarck, 1819)
- Isognomon perna (Linnaeus, 1767)
- Isognomon radiatus (Anton, 1838)
- Isognomon recognitus (Mabille, 1895)
- Isognomon vulselloides Macsotay & Campos, 2001
- Isognomon wellmani Crampton, 1988 †

## Galerie

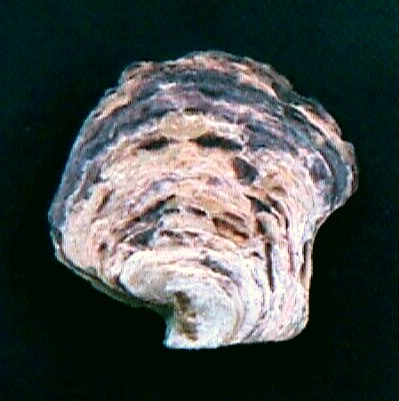
Isognomon alatus
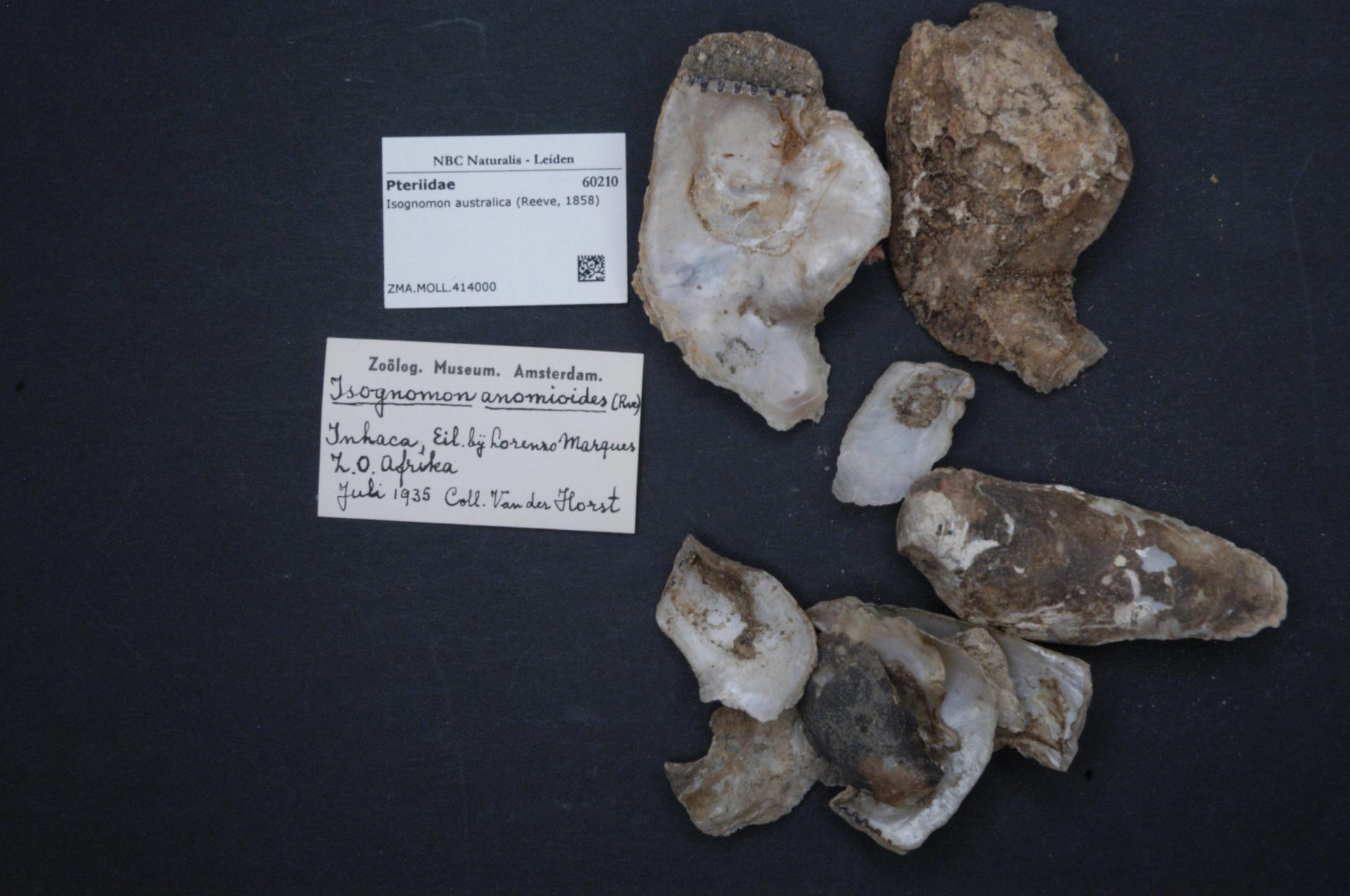
Isognomon australica
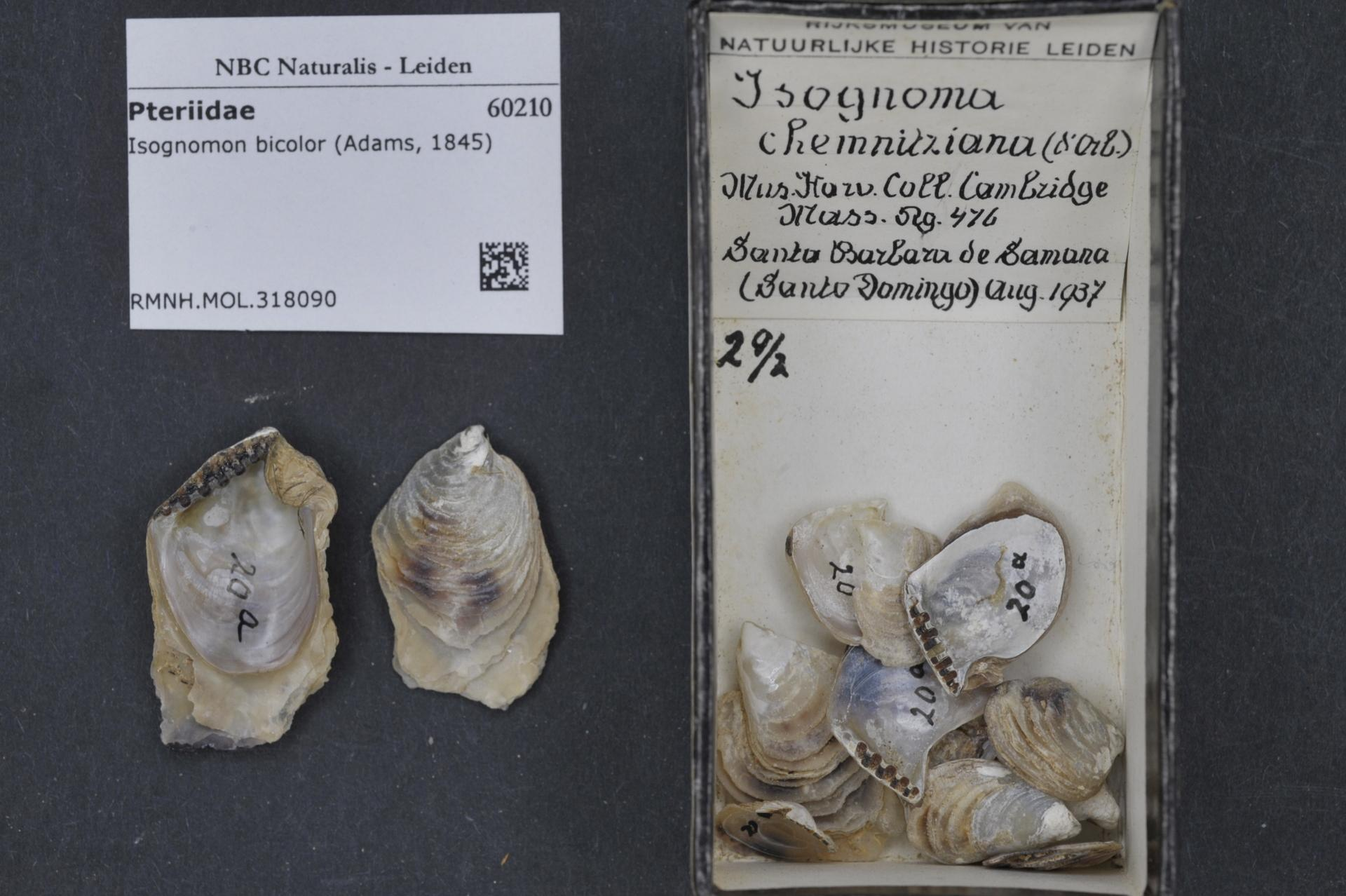
Isognomon bicolor
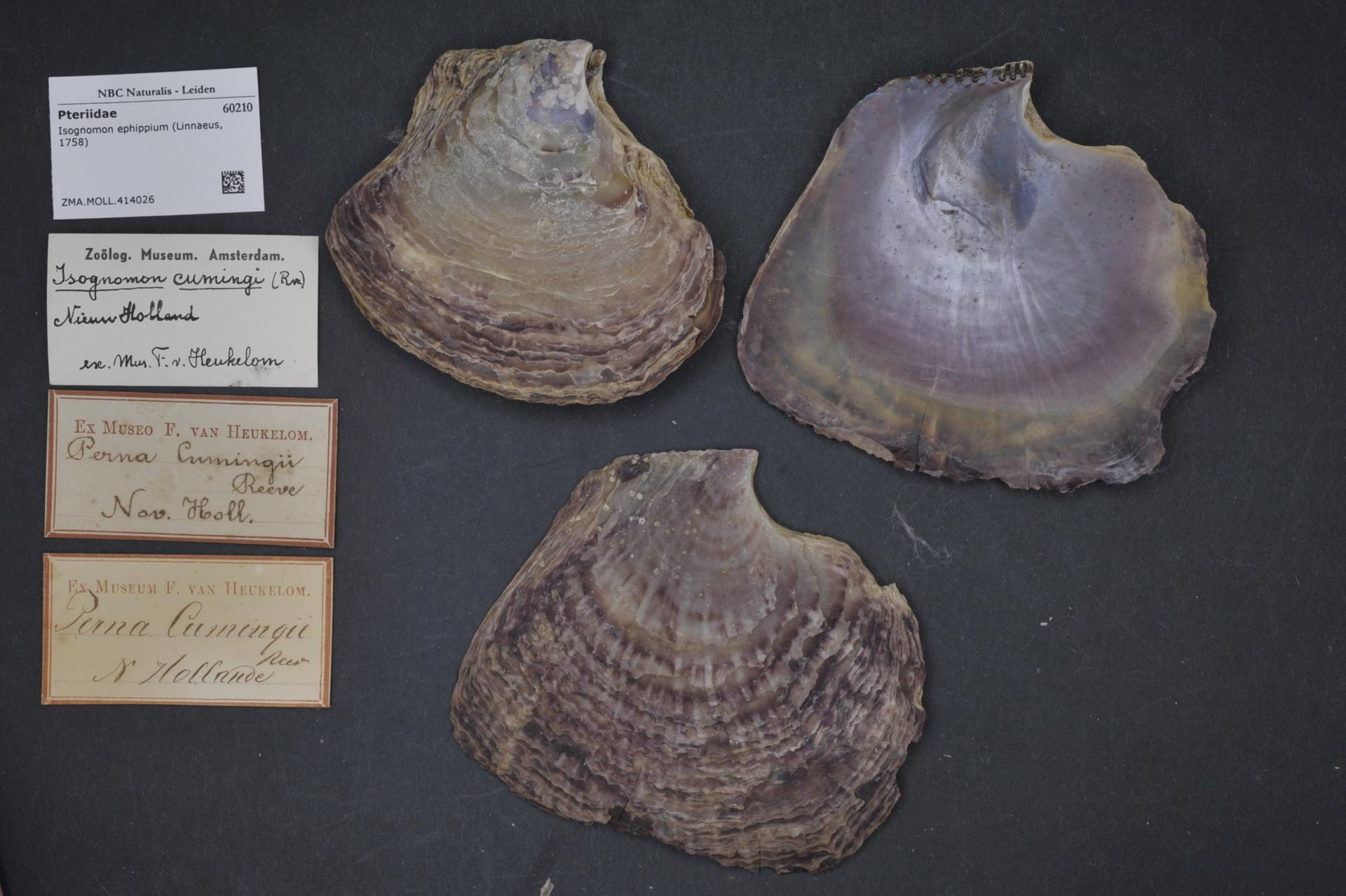
Isognomon ephippium
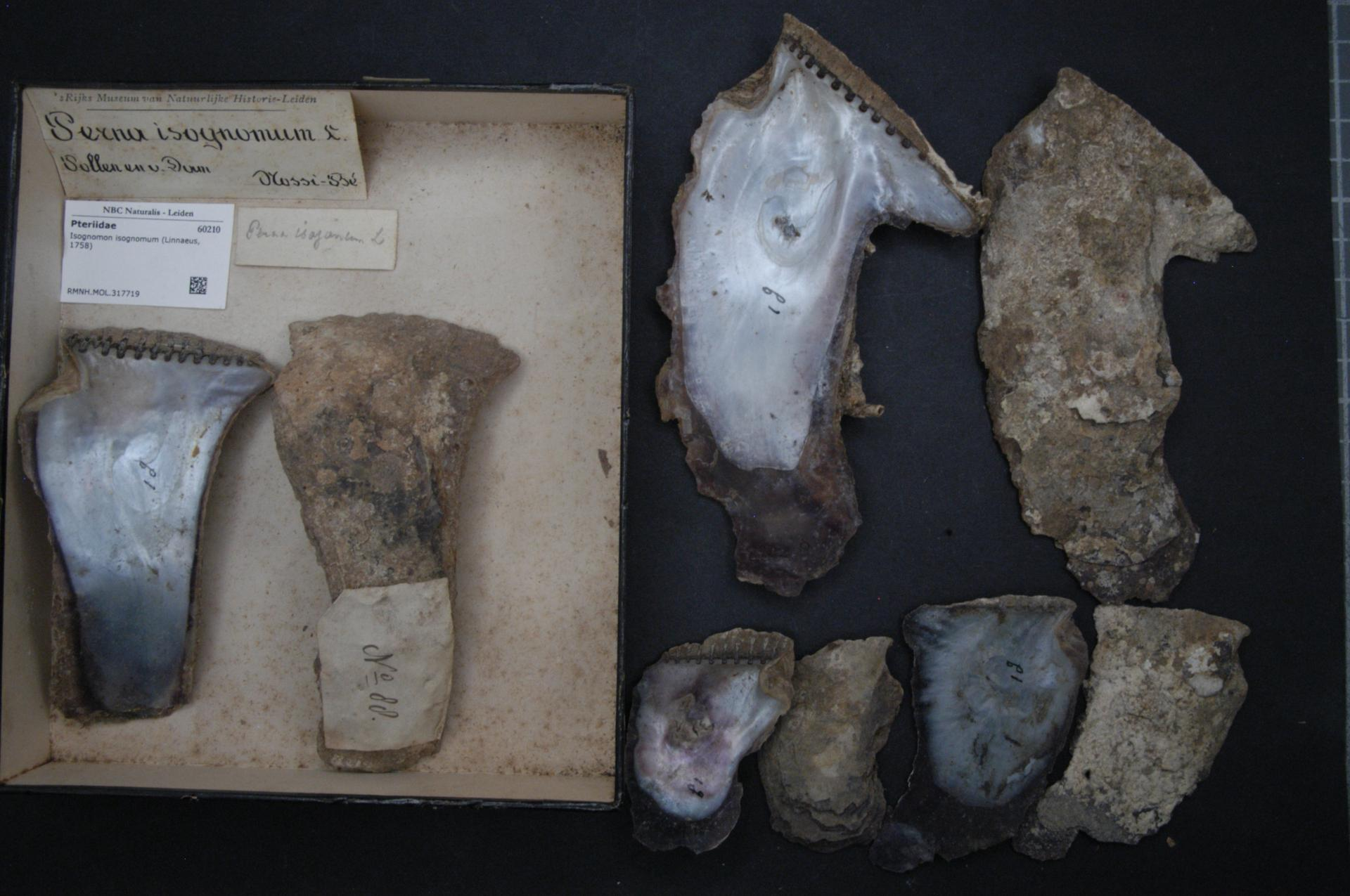
Isognomon isognomum
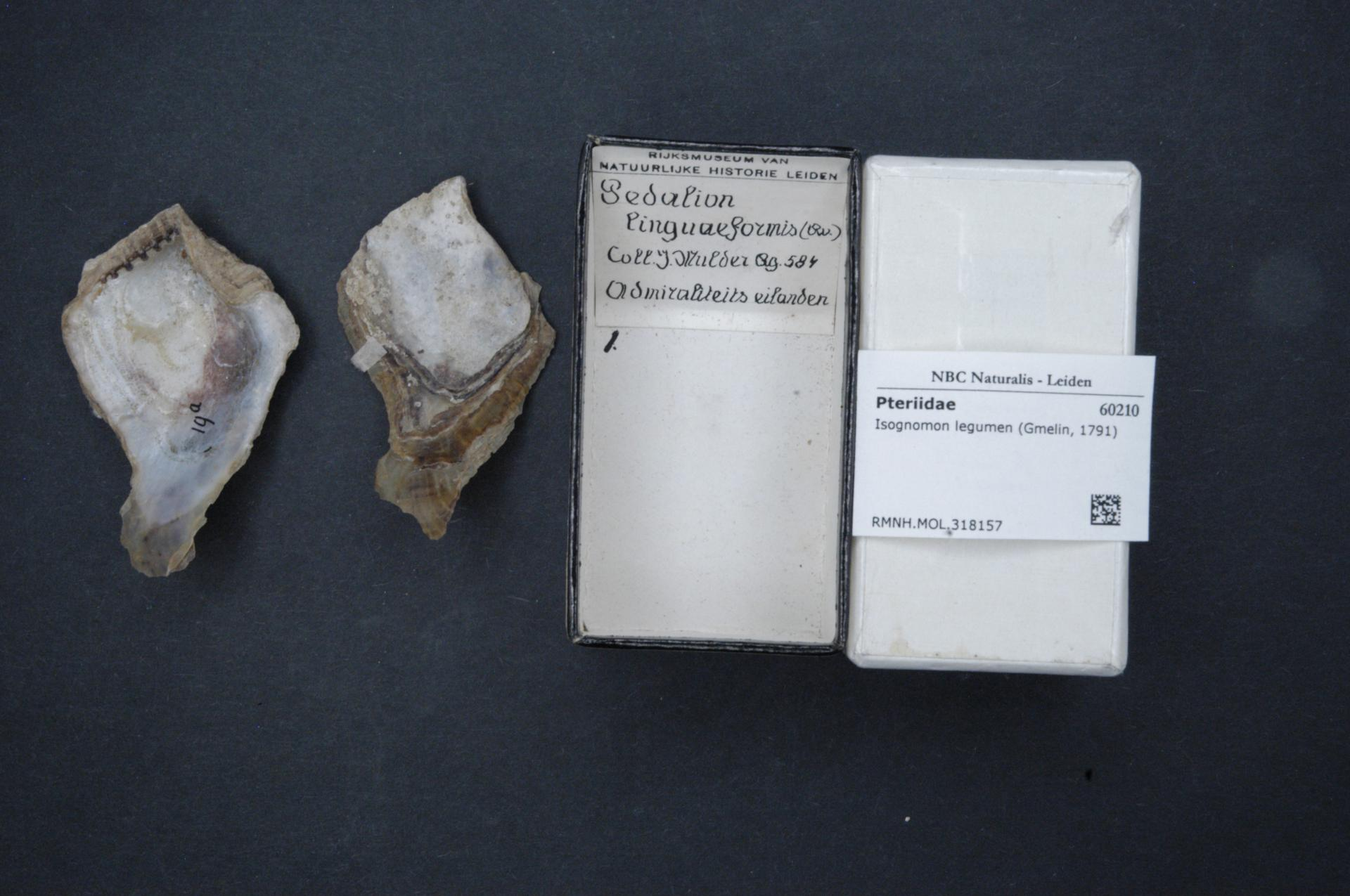
Isognomon legumen
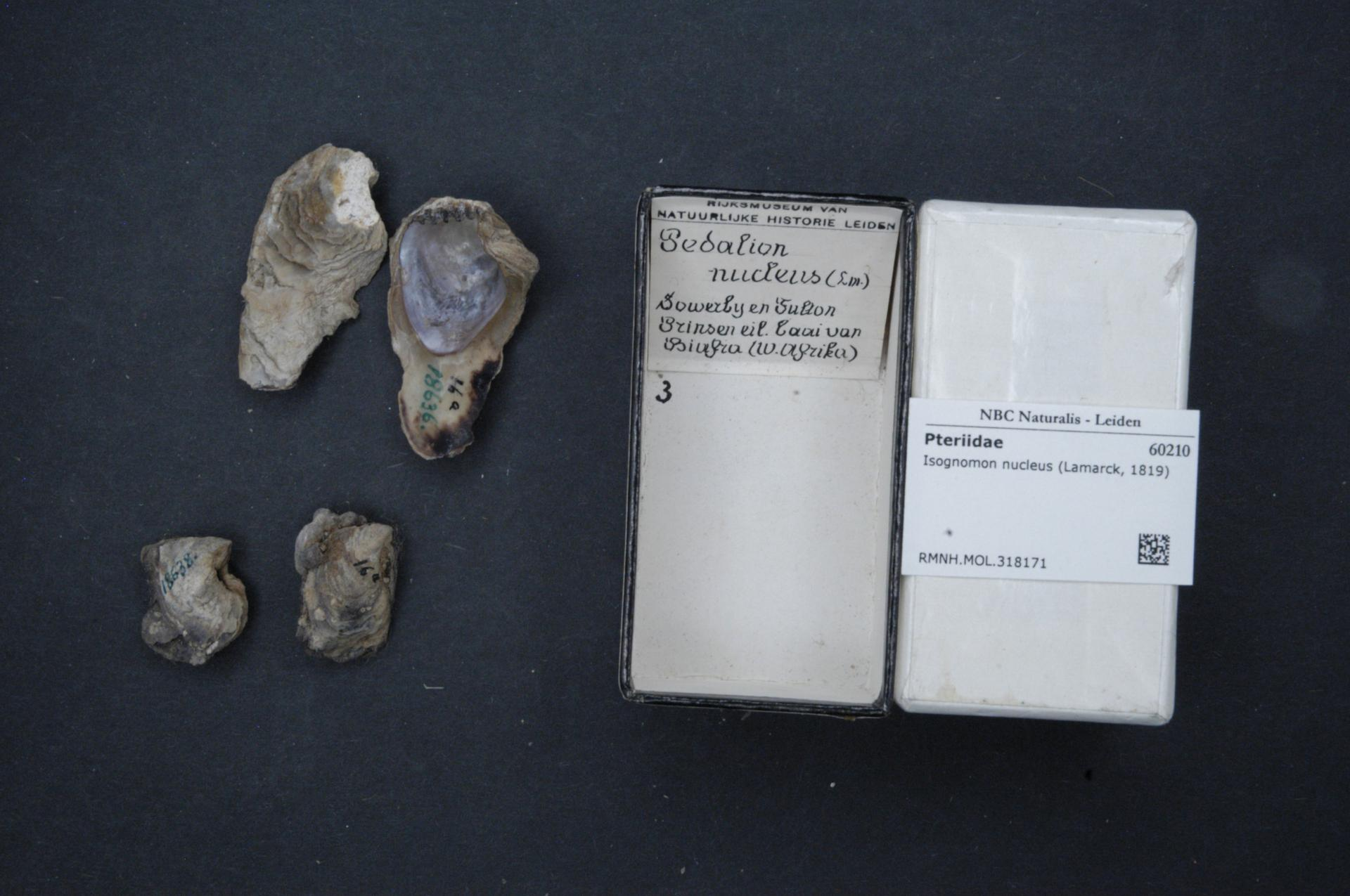
Isognomon nucleus
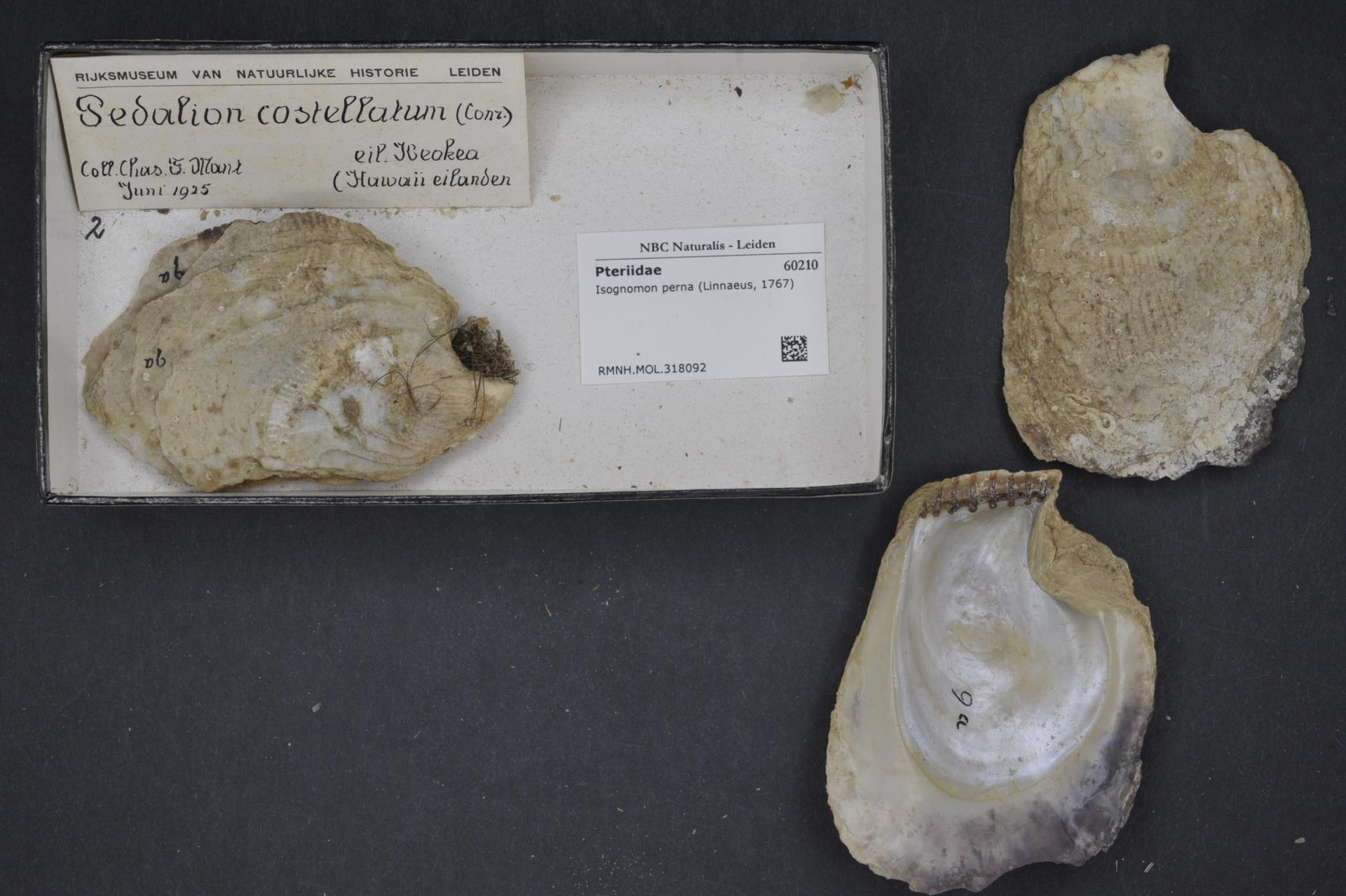
Isognomon perna